# Uragan (brod)
Uragan je hrvatski brod spomenik, spomenik riječke industrijske i pomorske baštine. Vlasnik broda je Grad Rijeka. Brod je lučki tegljač.

## Povijest
Izgrađen je, prema nekima početkom 1880-ih u Hamburgu, no vjerojatnije je da je sagrađen u podružnici kielskog brodogradilišta Howaldtswerke u Brgudima kod Rijeke, priobalnom predjelu na kojem je već od prije poslovao manji pogon za popravak drvenih brodova. Argument da je brod sagrađen u Hrvatskoj u njemačkoj podružnici je taj što je ovo mali brod koji nije predviđen za velika mora, pa da je mogao morem doploviti od sjevernonjemačkih luka do Jadrana. Neisplativo ga je bilo graditi u Njemačkoj pa donijeti vlakom, ako se takav brod mogao napraviti u Hrvatskoj. Prema nekima, nakon Drugoga svjetskog rata Njemačka ga je iskoristila kao sredstvo za plaćanje ratne odštete. Upitno je da je to odšteta od Italije, jer kako bi se brod njemačkog dizajna našao u Italiji ili sjevernoj Hrvatskoj, s obzirom na to da nije mogao doploviti niti je bilo isplativo ni sigurni ni smisleno dovesti 50 godina tehnološki zastarjeli stari parobrod koji nije za velika mora u Trst ili Rijeku. Nije baš jasno kako bi ovo trebao biti ratna reparacija od Njemačke, jer kao ni za prethodni slučaj, nije bilo ni isplativa ni smislena razloga za dovlačenje broda u Rijeku. Vjerojatno je da je brod njemačkog dizajna izgrađen u Brgudima, za vlastite potrebe. Vrlo je vjerojatno da su u nekoj svezi s drugim tegljačem Vridnim, sagrađenim nekoliko godina poslije. Brod Uragan našao se u Rijeci. 
Uragan je prevozeći građevinski materijal sudjelovao u obnovi teško stradale riječke luke u godinama poraća i zapravo nema dijela obale u čijoj rekonstrukciji nije sudjelovao. Nakon obnove prenamijenjen za više svrha, poput istraživanja podmorja pa sve do statiranja u filmu Vjetrovi rata. Poslije je dugo godina bio na mrtvom vezu te je potonuo 1999. godine u sušačkoj luci. Obnovi se prišlo 2004. godine. Obnovljen u riječkom 3. maju. Dok je bio obnavljan, predloženo je da ga se izloći na korijenu riječkog lukobrana uz Molo Longo, što je Lučka uprava odbila. Alternativno rješenje koju je Lučka uprava ponudila je pokraj bunkera uz zgradu Luke i Lučke uprave Rijeka. Obnova broda došla je milijun i pol kuna. Obnovljeni brod je nalazio se na ograđenom prostoru, dalje od vidika prolaznika i turista, zbog čega je obnova izgledala besmislena.
Duh pokretač akcije obnove Uragana je umirovljeni profesor Pomorskog fakulteta u Rijeci Dinko Zorović, zaljubljenik u stare brodove, zahvaljujući kojem je nekoliko trabakula uvršteno na popis kulturnih dobara RH.